# オーケ・ボルグ
オーケ・ボルグ、スウェーデン語読みでオーケ・ボーリ（Åke Borg, スウェーデン語発音: [ˈoːˌkɛ bɔrj], 1901年8月18日 - 1973年6月6日）はスウェーデンストックホルム出身の競泳選手。
1924年のパリオリンピックの800mリレーで双子のアーネ・ボルグ、オルヴァ・トロル、イェオリ・ヴェルナーとともに銅メダルを獲得した。
1926年のヨーロッパ水泳選手権の800mリレーで銅メダル、1927年の同大会の800mリレーで銀メダルを獲得している。